# خولیو بادو
خولیو بادو (انگلیسی: Julio Bado؛ زادهٔ ۳ ژوئن ۱۹۸۳) بازیکن فوتبال اهل بریتانیا است.
از باشگاه‌هایی که در آن بازی کرده‌است می‌توان به اشاره کرد.
وی همچنین در تیم ملی فوتبال جبل‌طارق بازی کرده‌است.